# Бараки (Крым)
Бара́ки (до 1948 года Бара́к-Эли́; укр. Бараки, крымскотат. Baraq Eli, Баракъ Эли) — упразднённое село в Симферопольском районе Крыма, включённое в состав Урожайного. Ныне средняя часть села.

## История
По мнению кандидата филологических наук Наримана Ремзиевича Абдульвапова, поддержанному прфессиональными историками, на начальном этапе распространения ислама в Крыму (XIII—XIV век) селение, наряду с некоторыми соседними, составляло один из «четырёх очагов» («дерт-оджак») — мусульманских религиозно-духовных центров Крыма.
Первое документальное упоминание села встречается в Камеральном Описании Крыма… 1784 года, судя по которому, в последний период Крымского ханства Баран Эли входил в Чоюнчинский кадылык Акмечетского каймаканства. После присоединения Крыма к России (8) 19 апреля 1783 года, (8) 19 февраля 1784 года, именным указом Екатерины II сенату, на территории бывшего Крымского Ханства была образована Таврическая область и деревня была приписана к Симферопольскому уезду. После Павловских реформ, с 1796 по 1802 год, входила в Акмечетский уезд Новороссийской губернии. По новому административному делению, после создания 8 (20) октября 1802 года Таврической губернии, Барак-Эли был включён в состав Кадыкойской волости Симферопольского уезда.
По Ведомости о всех селениях в Симферопольском уезде состоящих с показанием в которой волости сколько числом дворов и душ… от 9 октября 1805 года в деревне Барак-Эли числилось 32 двора и 142 жителя, исключительно крымских татар. На военно-топографической карте генерал-майора Мухина 1817 года обозначен Барак ели с 16 дворами. После реформы волостного деления 1829 года Барак-Эли, согласно «Ведомости о казённых волостях Таврической губернии 1829 года» отнесли к Сарабузской волости.
На карте 1836 года в деревне 11 дворов, а на карте 1842 года Барак-Эли обозначен условным знаком «малая деревня», то есть, менее 5 дворов. Сокращение населения могло быть связано с эмиграциями татар в Турцию.
В 1860-х годах, после земской реформы Александра II, деревня осталась в составе Сарабузской волости.
В «Списке населённых мест Таврической губернии по сведениям 1864 года», составленном по результатам VIII ревизии 1864 года, Борак-Эли — владельческая татарская деревня с 1 двором, 7 жителями и мечетью при рекѣ Чуюнчѣ. Согласно «Памятной книжке Таврической губернии за 1867 год», деревня Барак Эли была покинута жителями в 1860—1864 годах, в результате эмиграции крымских татар, особенно массовой после Крымской войны 1853—1856 годов, в Турцию и оставалась в развалинах (на трёхверстовой карте 1865—1876 года в деревне Барак-Эли 6 дворов). В «Памятной книге Таврической губернии 1889 года» по результатам Х ревизии 1887 года записан Барак-Эли с 3 дворами и 11 жителями.
После земской реформы 1890 года, Барак-Эли отнесли к Подгородне-Петровской волостии. По «…Памятной книжке Таврической губернии на 1892 год» в деревне Барак-Эли, входившей Сарабузское сельское общество, числилось 6 жителей в 1 домохозяйстве. По «…Памятной книжке Таврической губернии на 1902 год» в деревне Борак-Эли, входившей в Сарабузское сельское общество, числилось 16 жителей в 3 домохозяйствах. По Статистическому справочнику Таврической губернии. Ч.II-я. Статистический очерк, выпуск шестой Симферопольский уезд, 1915 год, в деревне Барак-Эли Подгородне-Петровской волости Симферопольского уезда числилось 20 дворов с русским населением без приписных жителей, но со 135 — «посторонними», из которых 70 мужчин и 65 женщин. Жители землёй не владели, в хозяйствах имелось 50 лошадей, 25 коров и 10 голов мелкого скота.
После установления в Крыму Советской власти, по постановлению Крымревкома от 8 января 1921 года была упразднена волостная система и село включили в состав вновь созданного Сарабузского района Симферопольского уезда, а в 1922 году уезды получили название округов. 11 октября 1923 года, согласно постановлению ВЦИК, в административное деление Крымской АССР были внесены изменения, в результате которых был ликвидирован Сарабузский район и образован Симферопольский и село включили в его состав. Согласно Списку населённых пунктов Крымской АССР по Всесоюзной переписи 17 декабря 1926 года, в селе Барак-Эли, в составе упразднённого к 1940-му году Чуюнчинского сельсовета Симферопольского района, числилось 44 двора, из них 43 крестьянских, население составляло 200 человек, из них 190 русских, 5 украинцев, 1 немец, 2 эстонца, 2 записан в графе «прочие».
После освобождения Крыма в 1944 году, 12 августа того же года было принято постановление № ГОКО-6372с «О переселении колхозников в районы Крыма» и в сентябре 1944 года в район приехали первые новосёлы (214 семей) из Винницкой области, а в начале 1950-х годов последовала вторая волна переселенцев из различных областей Украины. С 25 июня 1946 года Барак-Эли в составе Крымской области РСФСР. Указом Президиума Верховного Совета РСФСР от 18 мая 1948 года, Барак-Эли переименовали в Бараки. В период с 1954 по 1968 год Бараки включили в состав Урожайного. 26 апреля 1954 года Крымская область была передана из состава РСФСР в состав УССР. Решением облисполкома от 10 августа 1954 года был восстановлен Урожайновский сельсовет, в который включили село. Включено в состав Урожайного до 1960 года, поскольку в списках на 15 июня 1960 года село уже не числилось (согласно справочнику «Крымская область. Административно-территориальное деление на 1 января 1968 года» в период с 1954 по 1968 год.

### Динамика численности населения
| - 1805 год — 142 чел. - 1864 год — 7 чел. - 1889 год — 11 чел. - 1892 год — 6 чел. | - 1902 год — 16 чел. - 1915 год — —/135 чел. - 1926 год — 200 чел. |